# بيت الحصن (حجة)

تعديل مصدري - تعديل

بيت الحصن هي إحدى قرى عزلة هربة بمديرية حجة التابعة لمحافظة حجة، بلغ تعداد سكانها 184 نسمة حسب تعداد اليمن لعام 2004.